# اللغات الرسمية للاتحاد الأوروبي

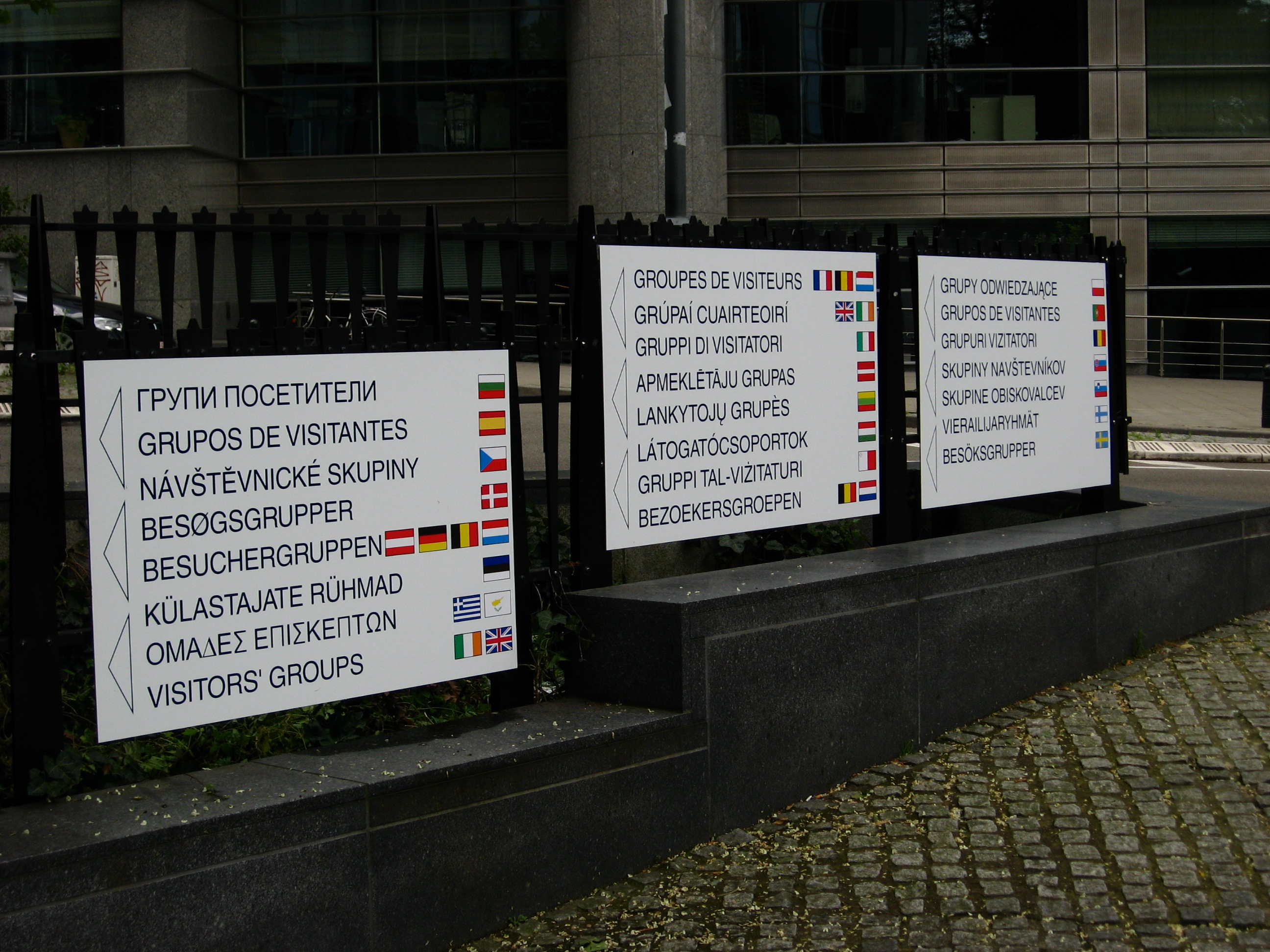

اللغات الرسمية للإتحاد الأوروبي هي اللغات الرسمية للدول الأعضاء في الإتحاد الأوروبي. عدد هذه اللغات وفق آخر تشريع أوروبي هو 23 لغة وهي:
| اللغة      | رسمية في                                                 | معتمدة منذ |
| ---------- | -------------------------------------------------------- | ---------- |
| الألمانية  | النمسا · بلجيكا · ألمانيا · إيطاليا · لوكسمبورغ · بولندا | 1958       |
| الإيطالية  | إيطاليا · سلوفينيا                                       | 1958       |
| الفرنسية   | بلجيكا · فرنسا · إيطاليا · لوكسمبورغ                     | 1958       |
| الهولندية  | بلجيكا · هولندا · فرنسا ·                                | 1958       |
| الإنكليزية | أيرلندا · مالطا · المملكة المتحدة                        | 1973       |
| الدنماركية | الدنمارك · ألمانيا                                       | 1973       |
| اليونانية  | قبرص · اليونان · إيطاليا                                 | 1981       |
| الإسبانية  | إسبانيا                                                  | 1986       |
| البرتغالية | البرتغال                                                 | 1986       |
| السويدية   | السويد · فنلندا                                          | 1995       |
| الفنلندية  | فنلندا                                                   | 1995       |
| الإستونية  | إستونيا                                                  | 2004       |
| البولندية  | بولندا                                                   | 2004       |
| التشيكية   | جمهورية التشيك · سلوفاكيا                                | 2004       |
| السلوفاكية | سلوفاكيا · جمهورية التشيك                                | 2004       |
| السلوفينية | سلوفينيا · النمسا · المجر · إيطاليا                      | 2004       |
| اللاتفية   | لاتفيا                                                   | 2004       |
| الليتوانية | ليتوانيا · بولندا                                        | 2004       |
| المالطية   | مالطا                                                    | 2004       |
| المجرية    | النمسا · المجر · رومانيا · سلوفاكيا · سلوفينيا           | 2004       |
| الأيرلندية | أيرلندا · المملكة المتحدة                                | 2007       |
| البلغارية  | بلغاريا                                                  | 2007       |
| الرومانية  | رومانيا                                                  | 2007       |